# 前燕

前燕
大燕

前燕と周辺国。

前燕（ぜんえん、拼音：Qiányàn、337年 - 370年）は、中国の五胡十六国時代に鮮卑族の慕容皝によって建てられた国。正式な国号は大燕だが、同時代に燕を国号とする国が複数存在するため、最初期に建てられたこの国を前燕と呼称して区別している。独立国として成立したのは慕容儁が帝位に即いた352年であるが、本記事中では慕容皝が燕王を自称した337年を建国年とする（詳細は後述）。また、事実上前燕の基盤を築いたのは慕容廆であるため、彼の時代より詳述する。

## 歴史

### 建国期
鮮卑族慕容部の首長慕容廆は西晋に服属して鮮卑の他の部族（宇文部・段部）と抗争して勢力を拡大し、西晋より鮮卑都督の地位を与えられた。慕容廆は遼西に定住して農耕生活を進め、西晋の制度を導入して社会の安定に努めた。だがその西晋が八王の乱などで衰退すると、307年には鮮卑大単于を自称して自立の道を歩みだした。309年12月に西晋の遼東郡太守が東夷校尉を殺害するという内紛につけこんで慕容廆は自ら遼東の治安秩序の維持に成功した。折りしも西晋国内では永嘉の乱が激化していた頃であり、311年6月に洛陽が陥落して西晋が実質的に滅亡すると、漢族には流民として遼東に逃げる者も多く、慕容廆は流民の受け入れに積極的に対処して中原文化の導入、農耕技術の進展、人材の確保に成功した。慕容廆は独自の政権機構を整備するなど実質的には自立していたが、彼自身は西晋・東晋を尊重して東晋には臣下の礼をとり、これと連携することで遼東と遼西の制圧、後趙との対抗などを行なった。
333年5月に慕容廆は死去し、子の慕容皝が跡を継ぐ。しかし同母弟の慕容仁が認めずに反乱を起こし、2年以上にわたって続いた。弟の反乱を平定した慕容皝は337年9月に燕王に即位した。正確にはこれが前燕の成立である。

### 創設期
慕容皝も父親同様に東晋の宗主権を承認し、正式に東晋による王位授与を求めて341年に実現した。337年11月に鮮卑段部、338年5月に後趙の攻撃を受け、特に後者は内通者を出すまで苦戦となったが、慕容恪が奇襲をかけて撃退し、中原の支配権をめぐって後趙と争った。この勝利で前燕は後趙に逆進攻をかけるようになり、340年10月には後趙領の高陽まで侵略してかつての段部の領域と3万戸を獲得、342年に慕容皝は龍城（現在の遼寧省朝陽市）に遷都した。東方では高句麗と対戦し、339年9月の侵略を手始めに、342年には攻勢をかけて高句麗の首都の国内城（現在の吉林省集安市）を破壊して故国原王の母と妻を捕縛する大戦果を挙げたため、343年に高句麗は前燕に服属した。344年1月には宇文部を滅ぼし、中国の東北方面に確固たる地盤を築いたのである。

### 全盛期
慕容皝は348年9月に死去し、第2代には子の慕容儁が継いだ。349年に石虎が死去した後趙では皇位をめぐる内紛が激化し、それを見て前燕は350年1月から20万の大軍を動かした。後趙は迎え撃つどころか石虎の養孫の冉閔の反乱が起こり大混乱状態であったため、薊・范陽などを占領下に置いた。後趙滅亡後の352年4月、慕容恪を冉魏征伐に向かわせ、これを滅ぼし、後趙領の東部を占領下に置いた。この勢力拡大を背景にして、慕容儁は352年11月に中山で皇帝を称して元璽という年号を立て、東晋から送られていた使者を追放して東晋からの事実上の独立を宣言した。
その後、前燕は慕容恪の指揮の下で後趙や段部の残党を平定し、357年には鄴（現在の河南省臨漳県）に遷都した。しかし南には東晋、西には前秦が迫りつつあり、また領内にも後趙残党がなおも執拗に抵抗するなど、河南に勢力を拡大しながらも外圧や内憂などで安定政権とは言い難い一面もあった。
慕容儁は前秦や東晋との3国鼎立に決着をつけようと大規模な軍備拡張を行ったが、360年1月に死去して挫折した。第3代には子の慕容暐が継いだが、若年のため実権は叔父の慕容恪が握った。慕容恪は賢人で甥をよく補佐しながら前燕の勢力を徐々に南方に拡大、364年8月には東晋から洛陽を奪い、366年までに淮北をほぼ制圧し、前燕は全盛期を迎えた。

### 内訌・滅亡期
367年5月、慕容恪は病死し、実権がその叔父の慕容評に移ったことから、前燕の崩壊が始まる。この慕容評は収賄政治を行って前燕を腐敗させた。前燕の急速な弱体化を見た東晋の桓温は3度目の北伐を行なって前燕に侵入した。この桓温の侵攻に弱体化した前燕軍は敗戦し続け、慕容暐は龍城への還都を検討するまでになる。だが慕容暐の叔父の慕容垂が桓温と対峙し、さらに前秦に領土割譲を条件に援軍を求める事で対抗する。慕容垂は前秦軍到着の前に桓温を撃破し、慕容垂が新たな実力者として前燕では台頭し始めるが、それを憎んだ慕容評により慕容垂は排除を図られたため、やむなく前秦に亡命した。慕容垂の出奔で前燕を支える大黒柱はいなくなり、逆に前秦は皇帝の苻堅や宰相の王猛らにより攻勢に出て、まずは洛陽が王猛により奪われた。
370年9月、前秦は6万の軍を動かして前燕に攻勢をかけ、前燕も40万の軍を慕容評に与えて対戦させた。だが晋陽（現在の山西省太原市）や上党（現在の山西省長治市）など主だった都市が次々と攻められ、11月には苻堅自ら率いる10万の侵攻を受けて首都の鄴は陥落し、慕容暐は捕縛されて前秦の首都長安に連行され、前燕は滅亡した。

## 国家体制と国勢
前燕は、華北の争乱により発生した漢人の流民や在地の漢人を積極的に受け入れることで官僚機構を構築、さらに中原の進んだ農耕技術や文化を導入して独自の政権を形成した。また慕容暐の時期には太宰・太傅・太保・太師・太尉・大司馬・司徒・司空の八公を頂点とする中央の支配機構が構築され、以後名実共に中国王朝化していった。
人口に関しては次の統計がある。中華統一を目指した慕容儁は歩兵150万人の徴兵を図っている（ただし慕容儁の急死で頓挫）。また前秦が前燕を滅ぼした際に入手した前燕の戸籍によると、370年の前燕の人口は998万7935だったと記録されている、これらの統計から、仮に王朝末期の争乱で多大の戦災者が出ていたとしても、前燕の全盛期における人口は1000万を猶に超えたであろうことは想像に難くない。

## 歴代君主
| 代 | 姓・諱 | 生没年        | 廟号 | 諡号                 | 在位                                                              | 続柄         | 陵墓                      |
| -- | ------ | ------------- | ---- | -------------------- | ----------------------------------------------------------------- | ------------ | ------------------------- |
|    | 慕容廆 | 269年 - 333年 | 高祖 | 襄公 武宣王 武宣皇帝 | 在位：285年 - 333年 - 遼東公：321年 - 333年                       | 慕容渉帰の子 | 埋葬地：青山              |
| 1  | 慕容皝 | 297年 - 348年 | 太祖 | 文明皇帝             | 在位：333年 - 348年 - 遼東公：333年 - 337年 - 燕王：337年 - 348年 | 慕容廆の三男 | 埋葬地：龍山 墓号：龍平陵 |
| 2  | 慕容儁 | 319年 - 360年 | 烈祖 | 景昭皇帝             | 在位：348年 - 360年 - 燕王：348年 - 352年 - 皇帝：352年 - 360年   | 慕容皝の次男 | 埋葬地：龍山 墓号：龍陵   |
| 3  | 慕容暐 | 350年 - 384年 | -    | 幽皇帝               | 在位：360年 - 370年 - 皇帝：360年 - 370年                         | 慕容儁の三男 |                           |

## 系譜
| 慕容廆  |         |         |         |         |         |  |  |              |              |              |              |              |              |  |  |              |              |              |              |              |              |  |  |  |  |  |  |  |  |  |  |  |  |  |  |  |  |  |  |
|         |         |         |         |         |         |  |  |              |              |              |              |              |              |  |  |              |              |              |              |              |              |  |  |  |  |  |  |  |  |  |  |  |  |  |  |  |  |  |  |
| 1慕容皝 |         |         |         |         |         |  |  |              |              |              |              |              |              |  |  |              |              |              |              |              |              |  |  |  |  |  |  |  |  |  |  |  |  |  |  |  |  |  |  |
|         |         |         |         |         |         |  |  |              |              |              |              |              |              |  |  |              |              |              |              |              |              |  |  |  |  |  |  |  |  |  |  |  |  |  |  |  |  |  |  |
|         |         |         |         |         |         |  |  |              |              |              |              |              |              |  |  |              |              |              |              |              |              |  |  |  |  |  |  |  |  |  |  |  |  |  |  |  |  |  |  |
| 2慕容儁 | 2慕容儁 | 2慕容儁 | 2慕容儁 | 2慕容儁 | 2慕容儁 |  |  | 慕容垂 →後燕 | 慕容垂 →後燕 | 慕容垂 →後燕 | 慕容垂 →後燕 | 慕容垂 →後燕 | 慕容垂 →後燕 |  |  | 慕容徳 →南燕 | 慕容徳 →南燕 | 慕容徳 →南燕 | 慕容徳 →南燕 | 慕容徳 →南燕 | 慕容徳 →南燕 |  |  |  |  |  |  |  |  |  |  |  |  |  |  |  |  |  |  |
| 2慕容儁 | 2慕容儁 | 2慕容儁 | 2慕容儁 | 2慕容儁 | 2慕容儁 |  |  | 慕容垂 →後燕 | 慕容垂 →後燕 | 慕容垂 →後燕 | 慕容垂 →後燕 | 慕容垂 →後燕 | 慕容垂 →後燕 |  |  | 慕容徳 →南燕 | 慕容徳 →南燕 | 慕容徳 →南燕 | 慕容徳 →南燕 | 慕容徳 →南燕 | 慕容徳 →南燕 |  |  |  |  |  |  |  |  |  |  |  |  |  |  |  |  |  |  |
|         |         |         |         |         |         |  |  |              |              |              |              |              |              |  |  |              |              |              |              |              |              |  |  |  |  |  |  |  |  |  |  |  |  |  |  |  |  |  |  |
| 3慕容暐 | 3慕容暐 | 3慕容暐 | 3慕容暐 | 3慕容暐 | 3慕容暐 |  |  | 慕容泓 →西燕 | 慕容泓 →西燕 | 慕容泓 →西燕 | 慕容泓 →西燕 | 慕容泓 →西燕 | 慕容泓 →西燕 |  |  | 慕容沖 →西燕 | 慕容沖 →西燕 | 慕容沖 →西燕 | 慕容沖 →西燕 | 慕容沖 →西燕 | 慕容沖 →西燕 |  |  |  |  |  |  |  |  |  |  |  |  |  |  |  |  |  |  |

## 元号
建国当初は宗主国である東晋の元号を使用していたが、慕容皝は春秋時代の諸侯に倣い、345年をもって東晋の元号を廃止すると、この年を「12年」と称した（慕容皝が位を引き継いだ333年を起点として「元年」と定め、それから12年目という意味である。東晋から独立した訳では無いので、前燕独自の元号はまだ存在しない）。349年に慕容儁が後を継ぐと、彼もまた父に倣い、同年をもって「元年」と称した（慕容儁の治世1年目という意味）。そして352年には皇帝に即位して東晋との従属関係を解消するに至り、初めて「元璽」という独自の元号を用いるようになった。
1. 元璽（352年 - 357年）
2. 光寿（357年 - 360年）
3. 建熙（360年 - 370年）

## 建国年について
何をもって前燕の成立とするかについては古来より様々な説が提唱されているが、未だ定説を得るに至っていない。以下主要な説を列挙する。
- 慕容廆が慕容部の大人となった285年。崔鴻が著した『十六国春秋』はこの説を採る。

- 慕容廆がその地位を東晋より追認され、自ら官僚を配置するようになった317年から318年頃。 『論前燕的法制』ではこの説を主張する。

- 慕容皝が燕王に即位した337年。『通志』・『小学紺珠』・『中州名賢文表』など多くの書物がこの説を採っている。

- 慕容皝が東晋の年号を奉じるのを止め、独自の紀年法を定めた345年。これを東晋との従属関係から距離を置いたと考え、成立年とする向きもある。

- 慕容儁が東晋との従属関係に終止符を打ち、皇帝に即位した352年。『御定駢字類編』・『読書紀数略』などの書物はこの説を採用している。